# ني فرانكو
ني فرانكو (بالبرتغالية: Ney Franco‏) هو لاعب كرة قدم ومدرب كرة قدم برازيلي، ولد في 22 يونيو 1966 في Vargem Alegre ‏ في البرازيل.

## وصلات خارجية
- الموقع الرسمي
- ني فرانكو على موقع قاعدة بيانات كرة القدم.إي يو (الإنجليزية)
- ني فرانكو على موقع Soccerway.com (الإنجليزية)